# Kabinett Sellering III
Als Kabinett Sellering III wird die ehemalige Landesregierung von Mecklenburg-Vorpommern in der 7. Legislaturperiode unter der Führung von Erwin Sellering bezeichnet, die sich nach der Landtagswahl am 4. September 2016 und den anschließenden Koalitionsverhandlungen aus Ministern der SPD und der CDU zusammensetzte. Das Kabinett wurde am 1. November 2016 vereidigt und amtierte bis zum krankheitsbedingten Ausscheiden Sellerings als Ministerpräsident am 4. Juli 2017. Es war das neunte Kabinett in Mecklenburg-Vorpommern.

## Die Landesregierung
Der Landesregierung gehörten folgende Mitglieder an:
| Amt/Ressort                                | Foto                                                               | Name             | Partei | Partei             | Staatssekretär                            | Partei | Partei    |
| ------------------------------------------ | ------------------------------------------------------------------ | ---------------- | ------ | ------------------ | ----------------------------------------- | ------ | --------- |
| Ministerpräsident Staatskanzlei            |                                                                    | Erwin Sellering  |        | SPD                | Christian Frenzel, Chef der Staatskanzlei |        | SPD       |
| Ministerpräsident Staatskanzlei            | Pirko Kristin Zinnow, Bevollmächtigte beim Bund                    | Erwin Sellering  |        | SPD                |                                           |        | SPD       |
| Ministerpräsident Staatskanzlei            | Patrick Dahlemann, Parlamentarischer Staatssekretär für Vorpommern | Erwin Sellering  |        | SPD                |                                           |        | SPD       |
| Stellvertreter des Ministerpräsidenten     |                                                                    | Lorenz Caffier   |        | CDU                |                                           |        |           |
| Inneres und Europa                         | Thomas Lenz                                                        | Lorenz Caffier   |        | CDU                | CDU                                       |        |           |
| Justiz                                     |                                                                    | Katy Hoffmeister | CDU    | Birgit Gärtner     | CDU                                       |        |           |
| Finanzen                                   |                                                                    | Mathias Brodkorb |        | SPD                | Peter Bäumer                              |        | parteilos |
| Wirtschaft, Arbeit und Gesundheit          |                                                                    | Harry Glawe      |        | CDU                | Stefan Rudolph                            |        | CDU       |
| Landwirtschaft und Umwelt                  |                                                                    | Till Backhaus    |        | SPD                | Peter Sanftleben (bis 30. Dezember 2016)  |        |           |
| Landwirtschaft und Umwelt                  | Jürgen Buchwald (seit 31. Dezember 2016)                           | Till Backhaus    |        |                    |                                           |        |           |
| Bildung, Wissenschaft und Kultur           |                                                                    | Birgit Hesse     | SPD    | Sebastian Schröder |                                           | SPD    |           |
| Bildung, Wissenschaft und Kultur           | Steffen Freiberg                                                   | Birgit Hesse     | SPD    |                    |                                           | SPD    |           |
| Energie, Infrastruktur und Digitalisierung |                                                                    | Christian Pegel  | SPD    | Ina-Maria Ulbrich  | SPD                                       |        |           |
| Soziales, Integration und Gleichstellung   |                                                                    | Stefanie Drese   | SPD    | Nikolaus Voss      | SPD                                       |        |           |